# Colin Pearson, Baron Pearson
Colin Hargreaves Pearson, Baron Pearson PC KC CBE (* 28. Juli 1899 in Minnedosa, Manitoba, Kanada; † 31. Januar 1980 in London) war ein britischer Jurist, der zuletzt als Lord of Appeal in Ordinary aufgrund des Appellate Jurisdiction Act 1876 als Life Peer auch Mitglied des House of Lords war.

## Leben

### Rechtsanwalt und Ministerialbeamter
Pearson, dessen Vater Ernest William Pearson ebenfalls Rechtsanwalt war, zog mit seinen Eltern 1906 nach Großbritannien leistete nach dem Besuch der St Paul’s School in London während des Ersten Weltkrieges seinen Militärdienst in der Guards Division.
Nach Kriegsende absolvierte er ein Studium der Klassischen Altertumswissenschaften am Balliol College der University of Oxford. Nach einem weiteren Studium der Rechtswissenschaften erhielt er 1924 seine anwaltliche Zulassung bei der Rechtsanwaltskammer (Inns of Court) von Inner Temple und nahm danach eine Tätigkeit als Barrister auf. Zunächst arbeitete er in der Anwaltskanzlei von Walter Monckton und danach in der Kanzlei von William Jowitt, wo er sich schwerpunktmäßig mit dem Common Law befasste.
Nach der Ernennung Jowitts zum Generalstaatsanwalt (Attorney General) von England und Wales 1929 wurde Pearon dessen Assistent sowie anschließend 1930 Rechtsberater im Ministerium für öffentliche Arbeiten (Ministry of Works), ehe er 1937 Recorder von Hythe wurde. Während des Zweiten Weltkrieges arbeitete er zwischen 1939 und 1945 im Amt des Rechtsberaters (Solicitor) des Schatzamtes (HM Treasury).
Nach Kriegsende nahm Pearson seine Tätigkeit als Barrister wieder auf und wurde für seine anwaltlichen Verdienste 1949 zum Kronanwalt (King’s Counsel) ernannt.

### Richter, Lordrichter und Oberhausmitglied
1951 wurde Pearson Richter in der Kammer für Zivilsachen (King’s Bench Division) an dem für England und Wales zuständigen High Court of Justice und bekleidete dieses Richteramt bis 1960. Zugleich wurde er 1951 zum Knight Bachelor geschlagen und führte seither den Namenszusatz „Sir“ sowie außerdem sogenannter „Bencher“ der Anwaltskammer von Inner Temple. Neben der Richtertätigkeit am High Court of Justice wurde er 1958 Vorsitzender einer Kommission zur Prüfung der Regelungen für Investitionen, die 1959 einen Abschlussbericht gab, der 1965 zur Verabschiedung des Administration of Justice Act führte.
Nachdem Pearson, der von 1959 bis 1962 Vizepräsident des Verwaltungsrates des Bedford College war, 1960 Präsident des Restrictive Practices Court wurde, ein Gericht zur Förderung des wirtschaftlichen Wettbewerbs, erfolgte 1961 seine Berufung zum Richter (Lord Justice of Appeal) am Court of Appeal, dem für England und Wales zuständigen Appellationsgericht, an dem er bis 1965 tätig war. Daneben wurde er 1961 auch zum Privy Councillor ernannt und fungierte 1963 auch als Vorsitzender des Ausschusses für Gesetzesreformen (Law Reform Committee). Während des Streiks der Arbeiter der Energiewirtschaft 1964 (Power dispute of 1964) wurde er von Arbeitsminister Joseph Godber zum Vorsitzenden der Untersuchungs- und Schlichtungskommission ernannt.
Durch ein Letters Patent vom 18. Februar 1965 wurde Pearson aufgrund des Appellate Jurisdiction Act 1876 als Life Peer mit dem Titel Baron Pearson, of Minnedosa in Canada and of the Royal Borough of Kensington, zum Mitglied des House of Lords in den Adelsstand berufen und wirkte bis zu seinem Rücktritt am 30. September 1974 als Lordrichter (Lord of Appeal in Ordinary). 1974 wurde er zudem Schatzmeister (Treasurer) der Anwaltskammer von Inner Temple.
Auch in dieser Zeit war er mehrfach als Schlichter bei verschiedenen Streiks tätig, wie zum Beispiel beim Seeleutestreik 1966, der Auseinandersetzung in der Zivilluftfahrt zwischen 1967 und 1968, im Disput bei British Steel 1968 sowie beim Werftarbeiterstreik 1970. Ferner fungierte Baron Pearson zwischen 1971 und 1972 als Vorsitzender des Schlichtungsausschusses zur Bemessung der Lehrergehälter.
Zuletzt wurde er 1973 Vorsitzender der nach ihm benannten Pearson-Kommission (Royal Commission on Civil Liability and Personal Injury). Aufgrund des von dieser Kommission 1978 vorgelegten Abschlussberichtes kam es zu umfangreichen Reformen im englischen und walisischen Tort Law.

## Bedeutende Urteile als Lordrichter
Als Lordrichter wirkte Baron Pearson an mehreren bedeutenden Urteilen mit wie zum Beispiel:
- Anisminic v Foreign Compensation Commission (1969): In diesem wichtigen Verfahren zum englischen Verwaltungsrecht entschieden die Lordrichter, dass jeder von einer öffentlichen Behörde begangene Rechtsfehler zur Nichtigkeit der getroffenen Entscheidung führt und dass eine Ausschlussklausel die Gerichte nicht aus ihrer Zuständigkeit der gerichtlichen Prüfung entlässt.
- Baker v Willoughby (1969): In diesem Verfahren ging es um Fragen der Verursachung im Tort Law sowie um den Bruch der Verursachungskette (novus actus interveniens).
- Dorset Yacht Co Ltd v Home Office (1970): In diesem Verfahren aus dem Tort Law kam es zu einer Grundsatzentscheidung zur Frage der Fahrlässigkeit durch die Erweiterung des britischen Rechts, unter welchen Umständen ein Gericht Sorgfaltspflichten prüft.